# Lugowoje (Kaliningrad, Nesterow)
Lugowoje (russisch Луговое, deutsch Bilderweitschen, 1938–1945 Bilderweiten) ist ein Ort im Osten der russischen Oblast Kaliningrad. Er gehört zur kommunalen Selbstverwaltungseinheit Stadtkreis Nesterow im Rajon Nesterow.

## Geographische Lage
Lugowoje liegt an der Kommunalstraße 27K-354 von Prigorodnoje (Petrikatschen/Schützenort) an der Fernstraße A 229 (ehemalige Reichsstraße 1, heute auch Europastraße 28). Durch den Ort führt auch die Kommunalstraße 27K-406 von Tschernyschewskoje (Eydtkuhnen/Eydtkau) nach Tschapajewo (Wabbeln). Die nächste Bahnstation ist Tschernyschewskoje an der Bahnstrecke Kaliningrad–Tschernyschewskoje zur Weiterfahrt nach Litauen (Teilstück der ehemaligen Preußischen Ostbahn).

## Geschichte
Bilderweitschen zählte im Jahre 1910 243 Einwohner. Am 30. September 1928 wurde der Gutsbezirk Budweitschen Domäne und die Landgemeinde Grablauken in die Landgemeinde Bilderweitschen eingemeindet. Gehörten 1933 noch 365 Einwohner zu Bilderweitschen, sank die Zahl bis 1939 auf 341. Am 3. Juni 1938 wurde Bilderweitschen in Bilderweiten, die zugehörige Domäne Budweitschen in Zenthof (nach 1945 russisch Mostowoje) und der Gemeindeteil Grablauken in Grabfelde (nach 1945 russisch Nowoje) umbenannt.
Ab 1945 gehörte der Ort Bilderweitschen/Bilderweiten zur Sowjetunion. Er erhielt im Jahr 1947 die russische Bezeichnung Lugowoje und wurde gleichzeitig Sitz eines Dorfsowjets (Lugowski selski Sowet) im Rajon Nesterow. Anfang der 1950er Jahre wurde der Sitz des Dorfsowjets nach Babuschkino verlegt. 1954 gelangte Lugowoje in den Prigorodny selski Sowet. Von 2008 bis 2018 gehörte Lugowoje zur Landgemeinde Prigorodnoje selskoje posselenije und seither zum Stadtkreis Nesterow.

### Amtsbezirk Bilderweitschen (Bilderweiten) 1874–1945
Am 24. Juni 1874 wurde aus 13 Landgemeinden und zwei Gutsbezirken der Amtsbezirk Bilderweitschen gebildet:
| Name (bis 1938)                                    | Name (1938–1945)                                | Russischer Name nach 1945 |
| -------------------------------------------------- | ----------------------------------------------- | ------------------------- |
| Landgemeinden:                                     |                                                 |                           |
| Antanischken                                       | Antonshain                                      | –                         |
| Bilderweitschen                                    | Bilderweiten                                    | Lugowoje                  |
| Grablauken, seit 1928 zu Bilderweitschen           | Grabfelde, zu Bilderweiten                      | Nowoje                    |
| Groß Degesen                                       | Groß Degesen                                    | Babuschkino               |
| Jocknen                                            | Jocken                                          | –                         |
| Lauken                                             | Lauken                                          | –                         |
| Mecken                                             | Mecken                                          | Swobodnoje                |
| Nausseden                                          | Weitenruh                                       | –                         |
| Pimballen                                          | Lehmfelde                                       | –                         |
| Schmilgen                                          | Schmilgen                                       | –                         |
| Szuggern (bis 1936)                                | Schuggern (ab 1936)                             | –                         |
| (Klein) Tarpupönen (bis 1928)                      | Sommerkrug (ab 1928), seit 1937 zu Groß Degesen | Rasdolnoje                |
| Wagohnen                                           | Wagonen                                         | –                         |
| Gutsbezirke:                                       |                                                 |                           |
| Budweitschen, Domäne, seit 1928 zu Bilderweitschen | Zenthof, Domäne, zu Bilderweiten                | Mostowoje                 |
| Degesen (Gut) (Bis 1928)                           | Groß Degesen (seit 1928)                        | Babuschkino               |

Nach der ideologisch gewollten amtlichen Umbenennung von Bilderweitschen in Bilderweiten am 3. Juni 1938 erhielt auch der Amtsbezirk Bilderweitschen den neuen Namen Amtsbezirk Bilderweiten, zu dem nach vorangegangenen Umstrukturierungen bis 1945 noch elf Gemeinden gehörten: Antonshain, Bilderweiten, Groß Degesen, Jocken, Lauken, Mecken, Schmilgen, Schuggern, Wagonen und Weitenruh, alle im Landkreis Stallupönen (1938–1945 Landkreis Ebenrode) im Regierungsbezirk Gumbinnen der preußischen Provinz Ostpreußen.

## Kirche

### Evangelische Kirche

#### Kirchengebäude
Die evangelische Kirche in Bilderweitschen wurde 1718 erbaut und im Jahre 1730 mit ihrem Dachreiter fertiggestellt. Im Zweiten Weltkrieg wurde das Gebäude beschädigt, dann aber abgerissen.

#### Kirchengemeinde
Das evangelische Kirchspiel Bilderweitschen wurde 1718 gegründet. Bis 1883 gehörte zu seinem Bereich auch Eydtkuhnen (1938–1946 Eydtkau, heute russisch: Tschernyschewskoje), das dann als Kirchengemeinde verselbständigt wurde. Vor 1945 waren die Geistlichen in Bilderweitschen auch für die nahe gelegene Herrschaft Serrey (litauisch: Seirijai) im vormaligen Großfürstentum Litauen zuständig.
Bis 1945 gehörte Bilderweitschen/Bilderweiten mit all seinen Kirchspieldörfern zum Kirchenkreis Stallupönen (1938–1946 Ebenrode, russisch: Nesterow) in der Kirchenprovinz Ostpreußen der evangelischen Kirche der Altpreußischen Union.
Nach 1945 kam in der Sowjetzeit in Lugowoje das kirchliche Leben zum Erliegen. In den 1990er Jahren bildete sich im benachbarten Babuschkino (Groß Degesen) eine neue evangelische Gemeinde, die sich in die Propstei Kaliningrad in der Evangelisch-Lutherischen Kirche Europäisches Russland eingliederte. Das zuständige Pfarramt ist das der Salzburger Kirche in Gussew (Gumbinnen).

#### Pfarrer 1718–1945
Zwischen 1718 und 1945 amtierten in Bilderweitschen/Bilderweiten 16 Geistliche:
- Christian Guleke, 1718–1724
- Johann Jacob Jeckstein, 1725–1743
- Gottfried Baltzer, 1743–1760
- Daniel Krüger, 1760–1792
- Gottfried Daniel Krüger, 1785–1817
- C. L. Th. Kalau vom Hofe, 1816–1818
- Christian E. Grigoleit, 1818–1827
- Gottfried L. Ostermeyer, 1827–1855
- Johann Eduard Fuchs, 1855–1884
- Heinrich Gotthard Borowski, 1885–1894
- Friedrich Karl Wriedt, 1893–1896[7]
- Theodor J. H. Schmökel, 1896–1918
- Ludwig Reimer, 1918–1919
- Fritz Schiweck, 1920–1927
- Gerhard Marg, 1929–1934
- Hellmut Graemer, 1936–1945

#### Kirchenbücher
Zahlreiche Kirchenbücher haben den Zweiten Weltkrieg überstanden und lagern heute im Evangelischen Zentralarchiv in Berlin-Kreuzberg: Taufen (zwischen 1819 und 1857), Trauungen (zwischen 1819 und 1874), Bestattungen (zwischen 1819 und 1874), Konfirmationen (zwischen 1755 und 1849), Kommunikanten (zwischen 1730 und 1856).

### Katholische Kirche

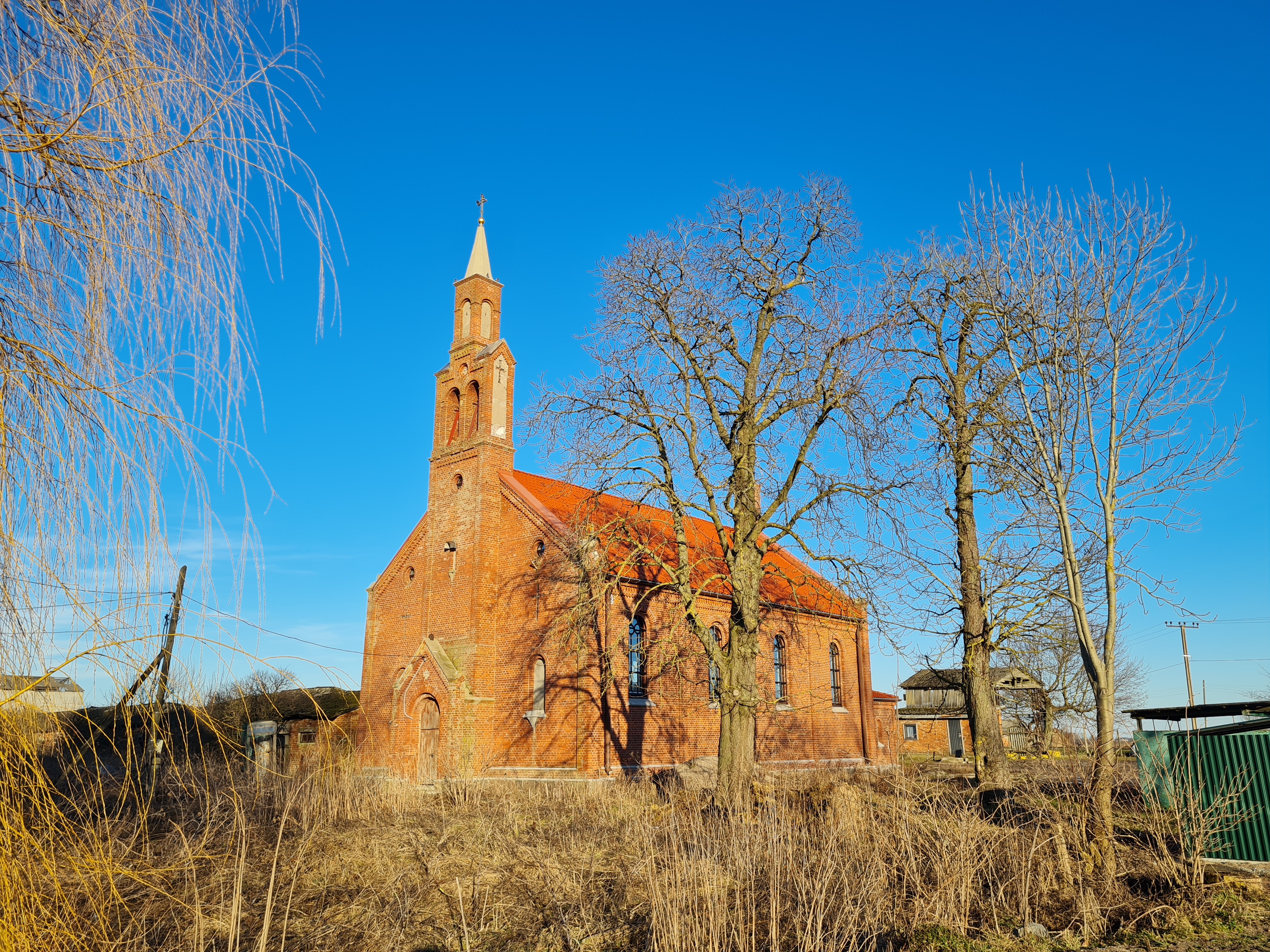
Ehemalige katholische Kirche, heute orthodoxe St.-Katharina-Kirche

#### Kirchengebäude
Die kleine katholische Kirche in Bilderweitschen/Bilderweiten wurde 1860 erbaut. Auch sie überstand den Zweiten Weltkrieg mit geringen Schäden. Jedoch wurde sie als Lager und Kühlraum zweckentfremdet, ist aber noch vorhanden. Die Fenster sind zugemauert, die Chorwand wurde zwecks Zugang für Fahrzeuge aufgebrochen.

#### Kirchengemeinde
Die Pfarrgemeinde Bilderweitschen/Bilderweiten war vor 1945 das Zentrum für eine weitgestreute Pfarrei, die bis nach Litauen reichte. Die Pfarrei gehörte zum katholischen Bistum Ermland.

## Persönlichkeiten
- Eduard Korallus (1861–1945), Pfarrer in Königsberg, in Bilderweitschen geboren
- George Turner (* 1935), deutscher Jurist, Wissenschaftspolitiker, verlebte seine frühe Kindheit in Bilderweitschen